# 17e étape du Tour d'Italie 2017
Pour un article plus général, voir Tour d'Italie 2017.
La 17e étape du Tour d'Italie 2017 se déroule le mercredi 24 mai 2017, entre Tirano et Canazei sur une distance de 219 km.

## La course
Le Slovène Matej Mohorič  fait la course en tête, et distance le groupe maillot rose de 13 minutes, mais il est rattrapé par un groupe intercalé. L'écart se réduit jusqu'à sept minutes lorsque Pierre Rolland attaque seul, à 7,6 kilomètres de l'arrivée, sur un faux-plat montant. Il prend une trentaine de secondes sur le groupe de poursuivants et gagne l'étape en solitaire, avec 24 secondes d'avance sur l'ancien champion du monde Rui Costa.

## Résultats

### Classement de l'étape
| \| Classement de l'étape \| Classement de l'étape \| Classement de l'étape \| Classement de l'étape \| Classement de l'étape \| \| Coureur \| Coureur \| Pays \| Équipe \| Temps \| \| --------------------- \| --------------------- \| --------------------- \| ----------------------------- \| --------------------- \| \| 1er \| Pierre Rolland \| France \| Cannondale-Drapac \| 5 h 42 min 56 s \| \| 2e \| Rui Costa \| Portugal \| UAE Team Emirates \| + 24 s \| \| 3e \| Gorka Izagirre \| Espagne \| Movistar Team \| + 24 s \| \| 4e \| Rory Sutherland \| Australie \| Movistar Team \| + 24 s \| \| 5e \| Matteo Busato \| Italie \| Wilier Triestina-Selle Italia \| + 24 s \| \| 6e \| Dries Devenyns \| Belgique \| Quick-Step Floors \| + 24 s \| \| 7e \| Felix Großschartner \| Autriche \| CCC Sprandi Polkowice \| + 24 s \| \| 8e \| Omar Fraile \| Espagne \| Dimension Data \| + 24 s \| \| 9e \| Michael Woods \| Canada \| Cannondale-Drapac \| + 24 s \| \| 10e \| Julien Bernard \| France \| Trek-Segafredo \| + 24 s \| |                     |           |                               |                 |
| |                     |           |                               |                 |
| Source : ProCyclingStats |                     |           |                               |                 |
| Classement de l'étape |                     |           |                               |                 |
| Coureur | Coureur             | Pays      | Équipe                        | Temps           |
| 1er | Pierre Rolland      | France    | Cannondale-Drapac             | 5 h 42 min 56 s |
| 2e | Rui Costa           | Portugal  | UAE Team Emirates             | + 24 s          |
| 3e | Gorka Izagirre      | Espagne   | Movistar Team                 | + 24 s          |
| 4e | Rory Sutherland     | Australie | Movistar Team                 | + 24 s          |
| 5e | Matteo Busato       | Italie    | Wilier Triestina-Selle Italia | + 24 s          |
| 6e | Dries Devenyns      | Belgique  | Quick-Step Floors             | + 24 s          |
| 7e | Felix Großschartner | Autriche  | CCC Sprandi Polkowice         | + 24 s          |
| 8e | Omar Fraile         | Espagne   | Dimension Data                | + 24 s          |
| 9e | Michael Woods       | Canada    | Cannondale-Drapac             | + 24 s          |
| 10e | Julien Bernard      | France    | Trek-Segafredo                | + 24 s          |

### Points attribués
|   | Cycliste         | Nat      | Équipe            | Pts | Bonif |
| - | ---------------- | -------- | ----------------- | --- | ----- |
| 1 | Pavel Brutt      | Russie   | Gazprom-RusVelo   | 10  | 3 s   |
| 2 | Matej Mohorič    | Slovénie | UAE Emirates      | 6   | 2 s   |
| 3 | Salvatore Puccio | Italie   | Sky               | 3   | 1 s   |
| 4 | Jérémy Roy       | France   | FDJ               | 2   |       |
| 5 | Dries Devenyns   | Belgique | Quick-Step Floors | 1   |       |

|   | Cycliste             | Nat      | Équipe                | Pts | Bonif |
| - | -------------------- | -------- | --------------------- | --- | ----- |
| 1 | Daniel Teklehaimanot | Érythrée | Dimension Data        | 10  | 3 s   |
| 2 | Matej Mohorič        | Slovénie | UAE Emirates          | 6   | 2 s   |
| 3 | Felix Großschartner  | Autriche | CCC Sprandi Polkowice | 3   | 1 s   |
| 4 | Jérémy Roy           | France   | FDJ                   | 2   |       |
| 5 | Enrico Barbin        | Italie   | Bardiani CSF          | 1   |       |

| - Sprint final de Canazei (km 219) \| \| Cycliste \| Nat \| Équipe \| Points \| Bonif \| \| -- \| ------------------- \| --------- \| ----------------------------- \| ------ \| ----- \| \| 1 \| Pierre Rolland \| France \| Cannondale-Drapac \| 25 \| 10 s \| \| 2 \| Rui Costa \| Portugal \| UAE Emirates \| 18 \| 6 s \| \| 3 \| Gorka Izagirre \| Espagne \| Movistar \| 12 \| 4 s \| \| 4 \| Rory Sutherland \| Australie \| Movistar \| 8 \| \| \| 5 \| Matteo Busato \| Italie \| Wilier Triestina-Selle Italia \| 6 \| \| \| 6 \| Dries Devenyns \| Belgique \| Quick-Step Floors \| 5 \| \| \| 7 \| Felix Großschartner \| Autriche \| CCC Sprandi Polkowice \| 4 \| \| \| 8 \| Omar Fraile \| Espagne \| Dimension Data \| 3 \| \| \| 9 \| Michael Woods \| Canada \| Cannondale-Drapac \| 2 \| \| \| 10 \| Julien Bernard \| France \| Trek-Segafredo \| 1 \| \| |                     |           |                               |        |       |
| | Cycliste            | Nat       | Équipe                        | Points | Bonif |
| 1 | Pierre Rolland      | France    | Cannondale-Drapac             | 25     | 10 s  |
| 2 | Rui Costa           | Portugal  | UAE Emirates                  | 18     | 6 s   |
| 3 | Gorka Izagirre      | Espagne   | Movistar                      | 12     | 4 s   |
| 4 | Rory Sutherland     | Australie | Movistar                      | 8      |       |
| 5 | Matteo Busato       | Italie    | Wilier Triestina-Selle Italia | 6      |       |
| 6 | Dries Devenyns      | Belgique  | Quick-Step Floors             | 5      |       |
| 7 | Felix Großschartner | Autriche  | CCC Sprandi Polkowice         | 4      |       |
| 8 | Omar Fraile         | Espagne   | Dimension Data                | 3      |       |
| 9 | Michael Woods       | Canada    | Cannondale-Drapac             | 2      |       |
| 10 | Julien Bernard      | France    | Trek-Segafredo                | 1      |       |

### Cols et côtes
|   | Cycliste        | Pays     | Équipe                        | Points |
| - | --------------- | -------- | ----------------------------- | ------ |
| 1 | Pierre Rolland  | France   | Cannondale-Drapac             | 15     |
| 2 | Matej Mohorič   | Slovénie | UAE Emirates                  | 8      |
| 3 | Pavel Brutt     | Russie   | Gazprom-RusVelo               | 6      |
| 4 | Sergey Firsanov | Russie   | Gazprom-RusVelo               | 4      |
| 5 | Julen Amézqueta | Espagne  | Wilier Triestina-Selle Italia | 2      |
| 6 | Dario Cataldo   | Italie   | Astana                        | 1      |

|   | Cycliste        | Pays     | Équipe            | Points |
| - | --------------- | -------- | ----------------- | ------ |
| 1 | Pierre Rolland  | France   | Cannondale-Drapac | 15     |
| 2 | Matej Mohorič   | Slovénie | UAE Emirates      | 8      |
| 3 | Pavel Brutt     | Russie   | Gazprom-RusVelo   | 6      |
| 4 | Omar Fraile     | Espagne  | Dimension Data    | 4      |
| 5 | Sergey Firsanov | Russie   | Gazprom-RusVelo   | 2      |
| 6 | Laurens De Plus | Belgique | Quick-Step Floors | 1      |

| - Giovo, 3e catégorie (km 178,9) \| \| Cycliste \| Pays \| Équipe \| Points \| \| - \| --------------- \| --------- \| --------------- \| ------ \| \| 1 \| Matej Mohorič \| Slovénie \| UAE Emirates \| 7 \| \| 2 \| Pavel Brutt \| Russie \| Gazprom-RusVelo \| 4 \| \| 3 \| Rory Sutherland \| Australie \| Movistar \| 2 \| \| 4 \| Valerio Conti \| Italie \| UAE Emirates \| 1 \| |                 |           |                 |        |
| | Cycliste        | Pays      | Équipe          | Points |
| 1 | Matej Mohorič   | Slovénie  | UAE Emirates    | 7      |
| 2 | Pavel Brutt     | Russie    | Gazprom-RusVelo | 4      |
| 3 | Rory Sutherland | Australie | Movistar        | 2      |
| 4 | Valerio Conti   | Italie    | UAE Emirates    | 1      |

## Classements à l'issue de l'étape

### Classement général
| \| Classement général \| Classement général \| Classement général \| Classement général \| Classement général \| \| Coureur \| Coureur \| Pays \| Équipe \| Temps \| \| ------------------ \| ------------------ \| ------------------ \| ------------------ \| ------------------ \| \| 1er \| Tom Dumoulin \| Pays-Bas \| Team Sunweb \| 76 h 05 min 38 s \| \| 2e \| Nairo Quintana \| Colombie \| Movistar Team \| + 31 s \| \| 3e \| Vincenzo Nibali \| Italie \| Bahrain-Merida \| + 1 min 12 s \| \| 4e \| Thibaut Pinot \| France \| FDJ \| + 2 min 38 s \| \| 5e \| Ilnur Zakarin \| Russie \| Katusha-Alpecin \| + 2 min 40 s \| \| 6e \| Domenico Pozzovivo \| Italie \| AG2R La Mondiale \| + 3 min 05 s \| \| 7e \| Bauke Mollema \| Pays-Bas \| Trek-Segafredo \| + 3 min 49 s \| \| 8e \| Bob Jungels \| Luxembourg \| Quick-Step Floors \| + 4 min 35 s \| \| 9e \| Steven Kruijswijk \| Pays-Bas \| LottoNL-Jumbo \| + 6 min 20 s \| \| 10e \| Jan Polanc \| Slovénie \| UAE Team Emirates \| + 6 min 33 s \| |                    |            |                   |                  |
| |                    |            |                   |                  |
| Source : ProCyclingStats |                    |            |                   |                  |
| Classement général |                    |            |                   |                  |
| Coureur | Coureur            | Pays       | Équipe            | Temps            |
| 1er | Tom Dumoulin       | Pays-Bas   | Team Sunweb       | 76 h 05 min 38 s |
| 2e | Nairo Quintana     | Colombie   | Movistar Team     | + 31 s           |
| 3e | Vincenzo Nibali    | Italie     | Bahrain-Merida    | + 1 min 12 s     |
| 4e | Thibaut Pinot      | France     | FDJ               | + 2 min 38 s     |
| 5e | Ilnur Zakarin      | Russie     | Katusha-Alpecin   | + 2 min 40 s     |
| 6e | Domenico Pozzovivo | Italie     | AG2R La Mondiale  | + 3 min 05 s     |
| 7e | Bauke Mollema      | Pays-Bas   | Trek-Segafredo    | + 3 min 49 s     |
| 8e | Bob Jungels        | Luxembourg | Quick-Step Floors | + 4 min 35 s     |
| 9e | Steven Kruijswijk  | Pays-Bas   | LottoNL-Jumbo     | + 6 min 20 s     |
| 10e | Jan Polanc         | Slovénie   | UAE Team Emirates | + 6 min 33 s     |

### Classement du meilleur jeune
| Classement du meilleur jeune | Classement du meilleur jeune | Classement du meilleur jeune | Classement du meilleur jeune | Classement du meilleur jeune |
|                              | Coureur                      | Pays                         | Équipe                       | Temps                        |
| ---------------------------- | ---------------------------- | ---------------------------- | ---------------------------- | ---------------------------- |
| 1er                          | Bob Jungels                  | Luxembourg                   | Quick-Step Floors            | en 76 h 10 min 13 s          |
| 2e                           | Jan Polanc                   | Slovénie                     | UAE Emirates                 | + 1 min 58 s                 |
| 3e                           | Adam Yates                   | Royaume-Uni                  | Orica-Scott                  | + 2 min 25 s                 |
| 4e                           | Davide Formolo               | Italie                       | Cannondale-Drapac            | + 2 min 42 s                 |
| 5e                           | Simone Petilli               | Italie                       | UAE Emirates                 | + 24 min 32 s                |
| modifier                     |                              |                              |                              |                              |

### Classement aux points
| Classement par points | Classement par points | Classement par points | Classement par points         | Classement par points |
| Coureur               | Coureur               | Pays                  | Équipe                        | Points                |
| --------------------- | --------------------- | --------------------- | ----------------------------- | --------------------- |
| 1er                   | Fernando Gaviria      | Colombie              | Quick-Step Floors             | 325 pts               |
| 2e                    | Jasper Stuyven        | Belgique              | Trek-Segafredo                | 192 pts               |
| 3e                    | Sam Bennett           | Irlande               | Bora-Hansgrohe                | 117 pts               |
| 4e                    | Lukas Pöstlberger     | Autriche              | Bora-Hansgrohe                | 98 pts                |
| 5e                    | Daniel Teklehaimanot  | Érythrée              | Dimension Data                | 96 pts                |
| 6e                    | Pavel Brutt           | Russie                | Gazprom-RusVelo               | 76 pts                |
| 7e                    | Kristian Sbaragli     | Italie                | Dimension Data                | 76 pts                |
| 8e                    | Eugert Zhupa          | Albanie               | Wilier Triestina-Selle Italia | 70 pts                |
| 9e                    | Roberto Ferrari       | Italie                | UAE Team Emirates             | 70 pts                |
| 10e                   | Silvan Dillier        | Suisse                | BMC Racing Team               | 68 pts                |

### Classement du meilleur grimpeur
| Classement du meilleur grimpeur | Classement du meilleur grimpeur | Classement du meilleur grimpeur | Classement du meilleur grimpeur | Classement du meilleur grimpeur |
| ------------------------------- | ------------------------------- | ------------------------------- | ------------------------------- | ------------------------------- |
|                                 | Coureur                         | Pays                            | Équipe                          | Point(s)                        |
| 1er                             | Mikel Landa                     | Espagne                         | Sky                             | 124 points                      |
| 2e                              | Luis León Sánchez               | Espagne                         | Astana                          | 108 pts                         |
| 3e                              | Omar Fraile                     | Espagne                         | Dimension Data                  | 89 pts                          |
| 4e                              | Nairo Quintana                  | Colombie                        | Movistar                        | 62 pts                          |
| 5e                              | Pierre Rolland                  | France                          | Cannondale-Drapac               | 56 pts                          |
| modifier                        |                                 |                                 |                                 |                                 |

### Classements par équipes

#### Classement au temps
| Classement par équipes | Classement par équipes | Classement par équipes | Classement par équipes |
| Équipe                 | Équipe                 | Pays                   | Temps                  |
| ---------------------- | ---------------------- | ---------------------- | ---------------------- |
| 1re                    | Movistar Team          | Espagne                | 228 h 30 min 42 s      |
| 2e                     | UAE Team Emirates      | Émirats arabes unis    | + 34 min 35 s          |
| 3e                     | Bahrain-Merida         | Bahreïn                | + 51 min 20 s          |
| 4e                     | AG2R La Mondiale       | France                 | + 54 min 39 s          |
| 5e                     | Cannondale-Drapac      | États-Unis             | + 56 min 32 s          |
| 6e                     | FDJ                    | France                 | + 57 min 34 s          |
| 7e                     | Astana                 | Kazakhstan             | + 1 h 09 min 39 s      |
| 8e                     | Team Sunweb            | Allemagne              | + 1 h 23 min 57 s      |
| 9e                     | Trek-Segafredo         | États-Unis             | + 1 h 27 min 09 s      |
| 10e                    | BMC Racing Team        | États-Unis             | + 1 h 28 min 53 s      |

#### Classement aux points
| Classement par équipes aux points | Classement par équipes aux points | Classement par équipes aux points | Classement par équipes aux points |
| Équipe                            | Équipe                            | Pays                              | Points                            |
| --------------------------------- | --------------------------------- | --------------------------------- | --------------------------------- |
| 1re                               | Quick-Step Floors                 | Belgique                          | 472 pts                           |
| 2e                                | UAE Team Emirates                 | Émirats arabes unis               | 317 pts                           |
| 3e                                | Bora-Hansgrohe                    | Allemagne                         | 289 pts                           |
| 4e                                | Dimension Data                    | Afrique du Sud                    | 276 pts                           |
| 5e                                | Movistar Team                     | Espagne                           | 266 pts                           |
| 6e                                | Trek-Segafredo                    | États-Unis                        | 257 pts                           |
| 7e                                | Team Sunweb                       | Allemagne                         | 228 pts                           |
| 8e                                | Bahrain-Merida                    | Bahreïn                           | 198 pts                           |
| 9e                                | Sky                               | Royaume-Uni                       | 189 pts                           |
| 10e                               | Orica-Scott                       | Australie                         | 188 pts                           |

## Abandons
- 182 -  Phil Bauhaus (Sunweb) : Abandon
- 205 -  Sacha Modolo (UAE Emirates) : Abandon
- 217 -  Daniel Martínez (Wilier Triestina-Selle Italia) : Non partant